# Fédération de Macédoine du Nord de basket-ball
La Fédération de Macédoine du Nord de basket-ball (en macédonien : Кошаркарска Федерација
на Северна Македонија (КФСМ), Košarkarska Federacija na Severna Makedonija (KFSM)) est une association, fondée en 1950, chargée d'organiser, de diriger et de développer le basket-ball en Macédoine du Nord, d'orienter et de contrôler l'activité de toutes les associations ou unions d'associations s'intéressant à la pratique du basket-ball.
La KFSM représente le basket-ball auprès des pouvoirs publics ainsi qu'auprès des organismes sportifs nationaux et internationaux et, à ce titre, la Macédoine du Nord dans les compétitions internationales. Elle défend également les intérêts moraux et matériels du basket-ball macédonien. Elle est affiliée à la FIBA depuis 1993.